# Alsophiloides
Alsophila là một chi bướm đêm thuộc họ Geometridae.

## Các loài
- Alsophiloides kurentzovi Viidalepp, 1986[1]